# ليسوم ماسا أوغاتي
ليسوم ماسا أوغاتي (الاسم العلمي:Illicium masa-ogatai) هو نوع غير مؤكد من النباتات يتبع جنس الليسوم من الفصيلة الشزندرية.